# Utahban történt légi közlekedési balesetek listája
A Utahban történt légi közlekedési balesetek listája az Amerikai Egyesült Államok Utah államában történt halálos áldozattal járó, illetve a kisebb balesetek, meghibásodások miatt történt, gyakran csak az adott légiforgalmi járművet érintő baleseteket is tartalmazza évenkénti bontásban.

## Utah államban történt légi közlekedési balesetek

### 1934
- 1934. február 23., Parley's-kanyon. A United Airlines NC 13357 lajstromjelű Boeing 247-es típusú utasszállító repülőgépe a rossz időjárási körülmények miatt lezuhant. A gépen tartózkodó 3 fős személyzet és 5 utas életét vesztette.[1][2][3][4]

### 1947
- 1947. október 24., a Bryce Canyon repülőtértől 2,4 kilométernyire. A United Airlines 608-as számú, NC37510 lajstromjelű Douglas DC–6 típusú utasszállító repülőgépe lezuhant, miután kigyulladt repülés közben. A gépen utazó 47 fő utas és 5 fő személyzet minden tagja életét vesztette a tragédiában.[5]

### 1965
- 1965. november 11. Salt Lake City nemzetközi repülőtér. A United Airlines 227-es számú, N 7030U lajstromjelű járata, egy Boeing 727-22-es típusú utasszállító repülőgép leszállás közben pilótahiba miatt lezuhant. A gépen tartózkodó 85 utas és 6 fős személyzet tagjai közül 43 fő életét vesztette.[6]

### 1987
- 1987. január 16. Salt Lake City közelében, Kearns településen. A Skywest Western Express légitársaság 1834-es számú járata, egy Swearingen SA-226TC Metro II típusú utasszállító összeütközött egy Mooney M20 típusú kisrepülőgéppel a levegőben. A Mooney két pilótája életét vesztette a balesetben. A Skywest repülőgépén utazó 6 utas és 2 fős személyzet minden tagja életét vesztette.[7][8]

### 2009
- 2009. április 25. 10:00 körül (helyi idő szerint), Tooele és Stockton közt, az Oquirrh-hegységben. A Neptune Aviation Lockheed P2V-7 típusú tűzoltó repülőgépe, lajstromjele N442NA, lezuhant. A gép háromfős személyzete, Tom Risk, pilóta, Mike Flynn és Brian Buss életüket vesztették.[9]
- 2009. július 23. Whiterocks on the Uintah város közelében. Két ejtőernyős tűzoltó szenvedett földet éréskor könnyebb sérüléseket, miközben egy közeli tűzhöz igyekeztek.[10]

### 2012
- 2012. június 3. 13:45 körül (helyi idő szerint), Iron megye. Lezuhant a Neptune Aviation P2V típusú repülőgépe. A gép kettő fős személyzete, Todd Neal Topkins százados, pilóta és Ronnie Edwin Chambless, elsőtiszt életét vesztette.[11]

### 2018
- 2018. július 29., Miner Camp Peak közelében. Ejtőernyős tűzoltók szenvedtek töréses sérüléseket földet érés közben, miközben tűzoltáshoz igyekeztek. A három sérültet helikopterrel szállították el a helyszínről.[12]
- 2018. augusztus 13. 02:30 körül (helyi idő szerint), Payson. Egy kétmotoros Cessna 525 típusú kis repülőgép irányított repülés közben egy lakóházba csapódott. A pilóta szándékosan vezette saját lakóházának a gépet. A gyilkossági kísérlet során a 47 éves pilóta, Duane Youd életét vesztette. A házban tartózkodók sértetlenül megúszták az esetet. A repülőgép a Spanish Fork-Springville repülőtérről szállt fel.[13][14]